# Hluchovské stromořadí

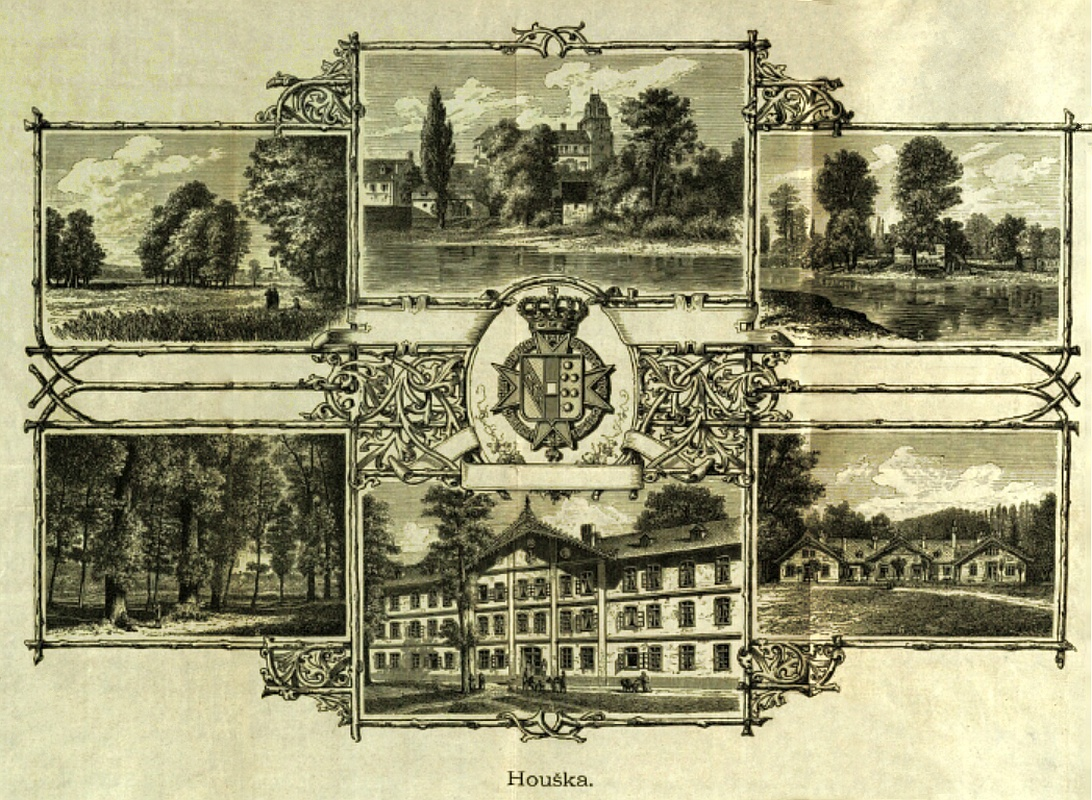
Houšťka u Staré Boleslavi na komponované pohlednicové kresbě před rokem 1880

Hluchovské stromořadí je oboustranná alej 212 stromů různého stáří (od 10 let do 150 let) rostoucích v místech podél původní významné obchodní stezky symbolicky spojující Brandýs nad Labem se Starou Boleslaví. Oboustranné stromořadí (v rovinatém terénu v nadmořské výšce 170 m) o celkové délce 985 metrů spojuje sportovní areál v lesoparku Houšťka (lokalita kdysi nazývaná Houška či Houštka) s přírodní památkou Hluchov poblíž řeky Labe.

## Historický exkurz

### Josef Neumann
V roce 1813 během francouzské války pobýval poněkud déle na brandýském zámku císař František I. Rakouský. Procházel se po loukách a okolních lesích a na hon vyjížděl i do oblasti Houšky. Tehdejší krajina byla neregulovaně divoká s výjimkou nezbytně udržovaných lesních cest. Císař si tuto oblast oblíbil, čehož si povšiml brandýský nadlesní Josef Neumann. Neumannovi to vnuklo myšlenku posílit lidským zásahem půvab zdejší oblasti. A byl to právě Josef Neumann, kdo mezi Brandýsem nad Labem a Starou Boleslaví založil velké stromořadí, které přecházelo u Labe u Brandýsa nad Labem (v lokalitě Hluchov) do stinného háje. I když bylo později pokáceno hodně z původních stromů zůstal Hluchov hlavně pro tehdejší mládež a obyvatele Brandýsa nad Labem oblíbeným rekreačním místem.

### Houška
Josef Neumann zvelebil i Houšku, kde z původního divokého lesa vytvořil lidskými zásahy přírodní park. Ze Staré Boleslavi byla do Houšky vysázena topolová alej. Ta vedla kolem tůně obkružující Houšku a do aleje ústila i luční cesta z Brandýsa nad Labem. Tato cesta ale musela překlenout tůni, což bylo technicky realizováno delším dřevěným mostem. Josef Neumann měl smysl pro přírodu a její krásu a v houšteckém háji zbudoval všemi směry vedoucí chodníčky a to tak, aby nikde neporušil vzrostlé skupiny stromů, které vyčnívaly nad průměrné lesní porosty v dané oblasti.

### Nápisy
Josef Neumann také umisťoval na vhodná místa a dominantní stromy česky, německy nebo latinsky psané tabulky. Na začátku cesty od Brandýsa nad Labem k Houšce umístil například na dvojici protilehlých topolů tento nápis: 
Vítej sem, kdož přírody jsi ctitel, 
 ty’s nám v každé době milý přítel, 
 patř zde krásu její dle své libosti. 
 Zapuď každou žalost z srdce svého, 
 vůkol hleď, a jistě přítomného 
 najdeš Boha s radostí.
Josef Neumann, tabulka mezi topoly, 
Nad tůní v místech, kde cesta přecházela do boleslavsko–houštecké aleje byl zbudován mezi topoly kamenný kříž, na jehož podstavci byl nápis: 
Požehnej, ó Pane, tomu háji, 
 všecko ať zde kvete jako v ráji. 
 Císaři a naší milé vlasti 
 požehnej a zbav je každé strasti. 
 Patř i na nás s kříže výsosti 
 tudy jdoucí v každé ouzkosti. 
 Budiž sadu, lázni ochranou, 
 proti zkáze mocnou obranou.
Josef Neumann, nápis na kamenném kříži, 
V celém háji se nacházelo několik podobných nápisů, ale po více než 60 letech se žádný z nich už nezachoval.
Mnoho z tehdejší monumentální stromové výsadby muselo být kvůli bezpečnosti chodců vykáceno a bylo postupně nahrazeno nově vysazovanými mladými stromy různých druhů. Tato přirozená generační obměna stromových velikánů probíhá kontinuálně až do dnešních dob.
Z Brandýsa nad Labem: Zdejší Jednota pro zakládání sadů a ochranu ptactva za krátkou dobu přispěla velice na okrášleni našeho města a okolí, osázevši jmenovitě pustá místa křovinami a upravivši cestu z Brandýsa nad Labem do Houšky. Mimo to podél té cesty vysázena alej lípová a zavěšeno přes 300 ptačích budek v Hluchově a zahradách. Vedle okrašlovacího spolku i obecní zastupitelstvo královského města Brandýsa s městskou radou se přičiňuje o zdokonalení města. ...
Národní listy. Praha, 14. listopadu 1896; strana 4, 

## Alej olympioniků
Během revitalizace dřevin v Hluchovském stromořadí bylo v této lokalitě vysazeno celkem 27 nových (olympijských) stromů s tím, že každý z nich připomíná jednoho úspěšného československého (nebo českého) sportovce – olympionika. Tato Alej olympioniků, jak se také Hluchovskému stromořadí nově říká, byla slavnostně otevřena dne 7. října 2021 a kromě olympijských stromů zde byly instalovány i lavičky se jmény některých sportovních klubů, které v souměstí Brandýs nad Labem-Stará Boleslav aktivně působí. V blízkosti každého olympijského stromu se nachází cedulka se jménem olympionika a jménem sportu, který provozoval. Celkový přehled o druzích stromů a sportovců v Aleji olympioniků zastoupených dává velká přehledná informační tabule na začátku Hluchovského stromořadí v lokalitě Hluchov u řeky Labe. Z celkového počtu 27 cedulek olympioniků je trojice tabulek věnována basketbalové reprezentaci (mužů a žen), fotbalové reprezentaci (mužů) a hokejové reprezentaci.

Příklady tabulek věnovaných sportovcům (a sportovkyním) v Aleji olympioniků
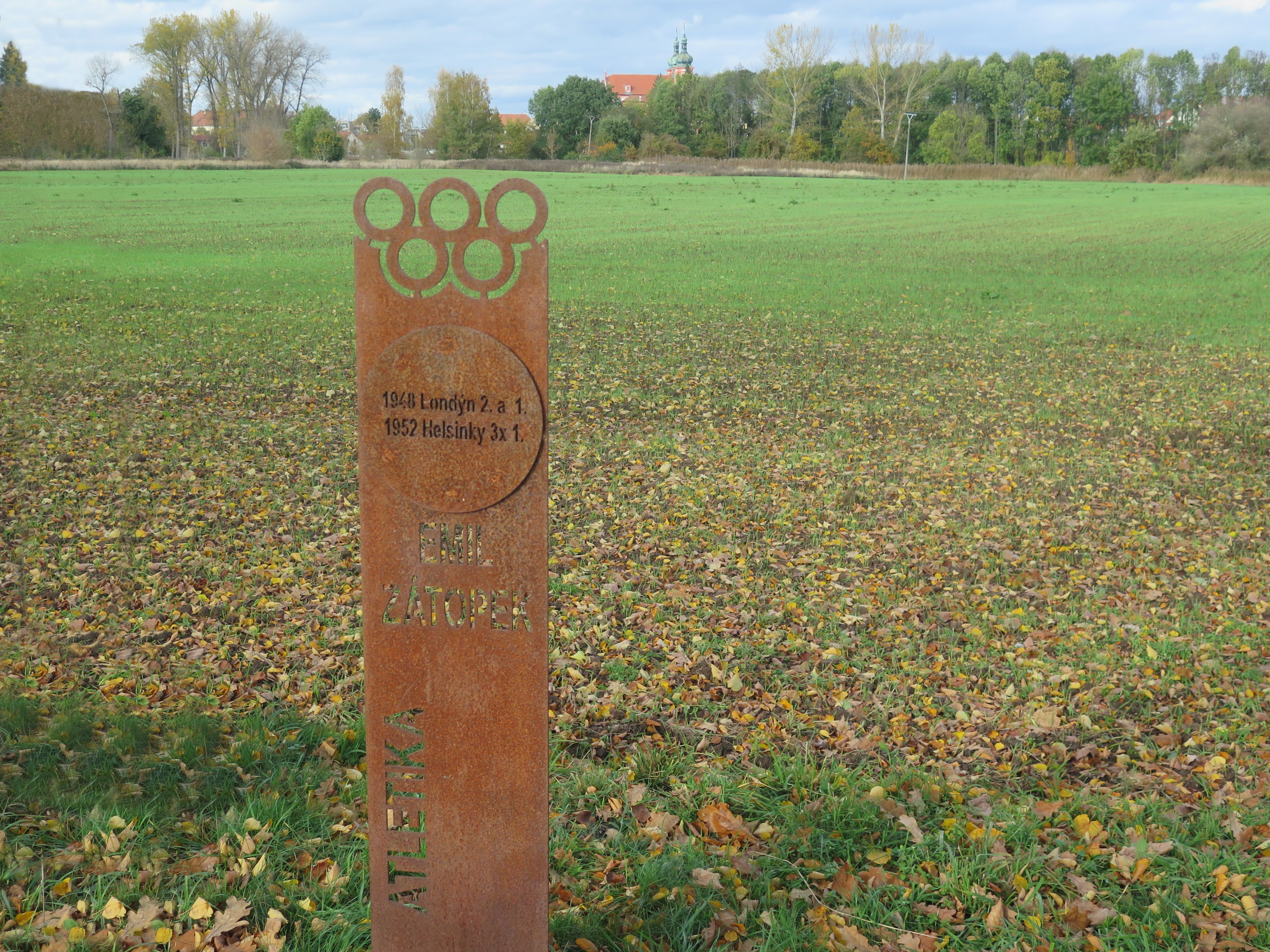
Emil Zátopek
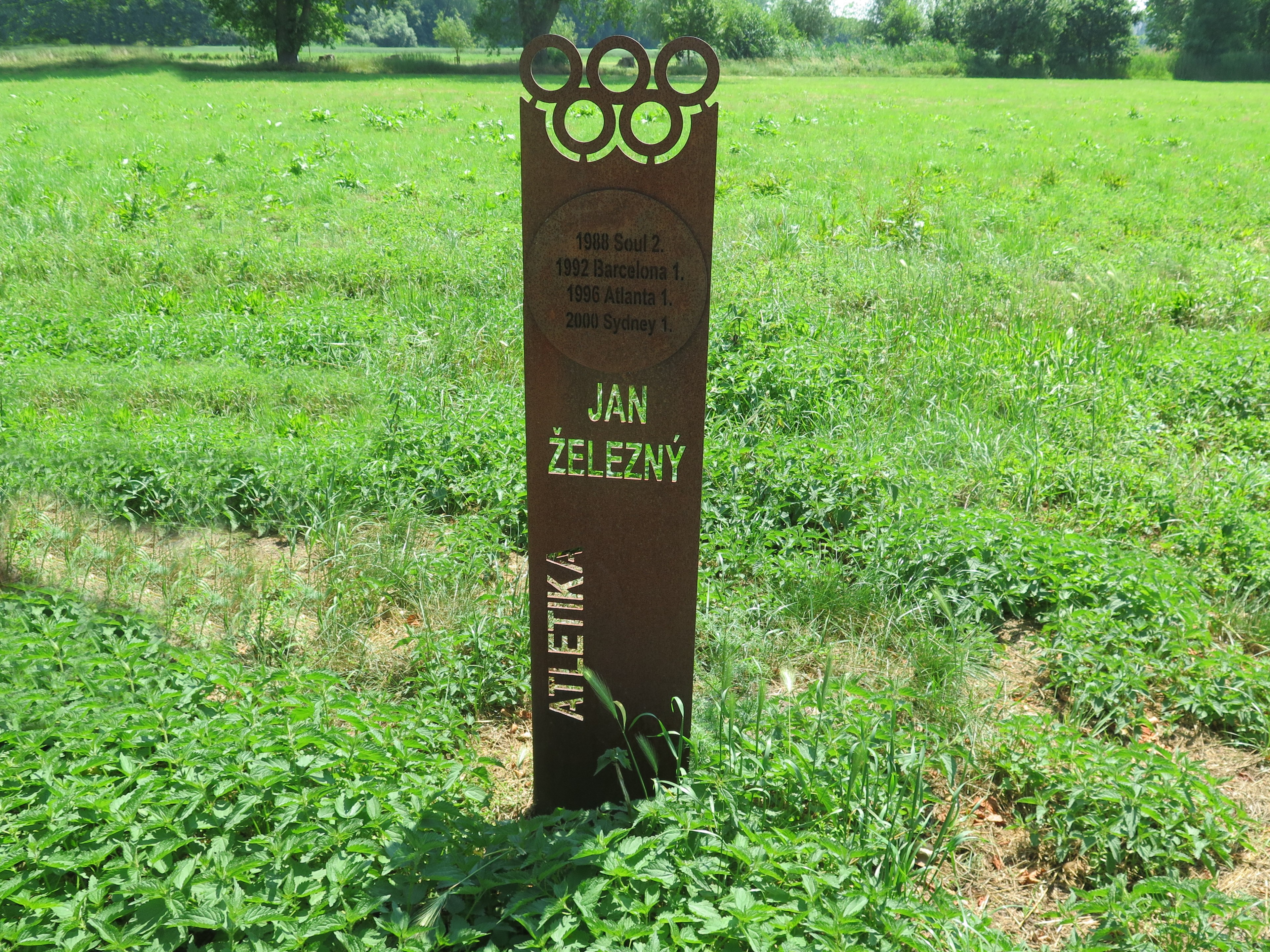
Jan Železný
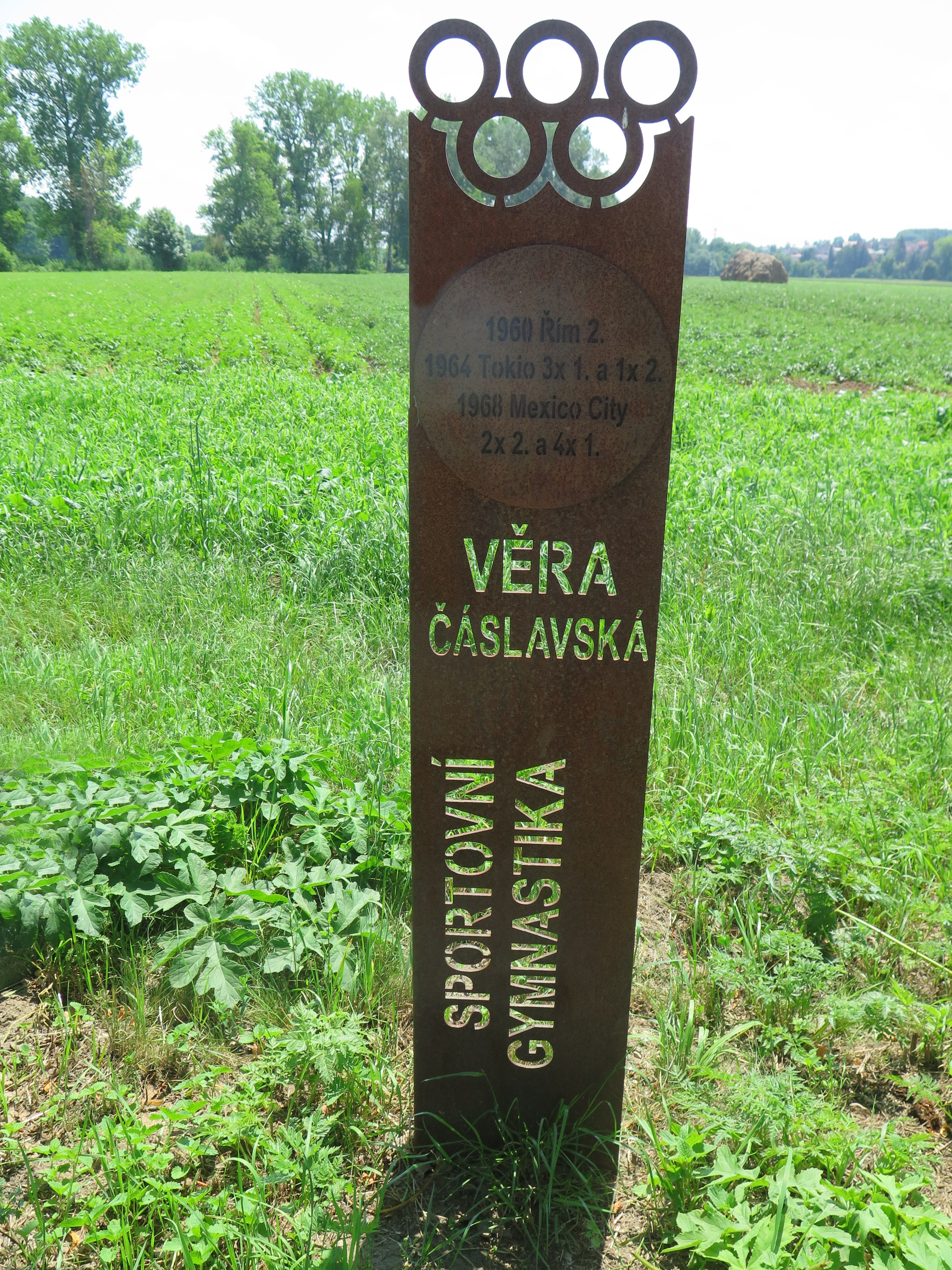
Věra Čáslavská

## Zastoupení olympionici
Emil Zátopek; Dana Zátopková; Jan Kůrka; Věra Čáslavská (Věra Odložilová); Helena Suková; Martin Doktor; Jan Železný; Štěpánka Hilgertová; Radek Štěpánek; Václav Chalupa; Jiří Rohan a Miroslav Šimek; Jiří Daler; Kateřina Emmons; Květa Jeriová Pecková; Miroslava Topinková Knapková; Barbora Špotáková; David Svoboda; Ondřej Synek; Jiří Prskavec; Ester Ledecká; Jaroslav Volf a Ondřej Štěpánek; Josef Dostál; Martin Fuksa; Lukáš Krpálek.

## Druhy stromů v Hluchovském stromořadí
Javor mléč (Acer platanoides), javor klen (Acer pseudoplatanus), javor babyka (Acer campestre), lípa malolistá (lípa srdčitá – Tilia cordata), jasan ztepilý (Fraxinus excelsior), dub letní (Quercus robur), jírovec maďal (kaštan koňský – Aesculus hippocastanum), trnovník akát (Robinia pseudoacacia), vrba bílá (Salix alba), olše lepkavá (Alnus glutinosa), střemcha obecná (Prunus padus), hloh jednosemenný (Crataegus monogyna), topol bílý (Populus alba), topol kanadský (Populus x canadensis), jilm habrolistý (Ulmus minor), jilm vaz (Ulmus laevis).